# Elachista
Elachista é um gênero de traça pertencente à família Elachistidae.

## Espécies
- Elachista abiskoella
- Elachista albidella
- Elachista brachypterella
- Elachista cinereopunctella
- Elachista eleochariella
- Elachista freyi
- Elachista imatrella
- Elachista juliensis
- Elachista kebneella
- Elachista ornithopodella
- Elachista scirpi
- Elachista serricornis
- Elachista trapeziella
- Elachista utonella